# Garabito
Garabito ist ein Kanton der costa-ricanischen Provinz Puntarenas mit 21.473 Einwohnern. Der Kanton spielt für die Tourismusbranche in Costa Rica eine wichtige Rolle. Vor allem die Hauptstadt Jacó ist als Badeort und Surfstrand bei Einheimischen und Touristen beliebt.